# Nera Simi
Nera Simi, all'anagrafe Nerina Maria (Firenze, 13 aprile 1890 – Firenze, 4 febbraio 1987), è stata una pittrice italiana.

## Biografia
Diplomata all'Accademia di belle arti di Firenze nel 1914, Nerina è figlia del pittore Filadelfo Simi, del quale viene definita "la migliore allieva". Ha insegnato disegno presso l'Istituto delle Montalve "Alla Quiete" di Firenze, e le sue opere sono state esposte a Forte dei Marmi e a Firenze, dove ha partecipato anche all'80ª Esposizione internazionale di Palazzo Pitti nel 1927. Dalla morte del padre Filadelfo, avvenuta nel 1923, ne ha preso il posto nello Studio internazionale di via Tripoli a Firenze, dedicandosi agli allievi provenienti anche dall'estero, nonché nello Studio di Stazzema, ove nei periodi estivi ha spesso ritratto i paesaggi locali. Durante la sua attività artistica, ha sviluppato soprattutto le sue doti di grande ritrattista.
Riposa accanto ai genitori, nel cimitero delle Porte Sante di Firenze, nei pressi della basilica abbazia di San Miniato al Monte.
Il 12 agosto 2014, nella frazione di  Cardoso, il sindaco di Stazzema ha inaugurato una piazza intitolata a Nerina Simi, della quale è stata allestita anche una mostra delle opere.
La Banca di Credito Cooperativo della Versilia, con sede a Pietrasanta, ha allestito un'importante collezione delle opere dell'artista e del padre Filadelfo nei locali della banca stessa.